# Arvicola sapidus
Arvicola sapidus là một loài động vật có vú trong họ Cricetidae, bộ Gặm nhấm. Loài này được Miller mô tả năm 1908.

## Hình ảnh

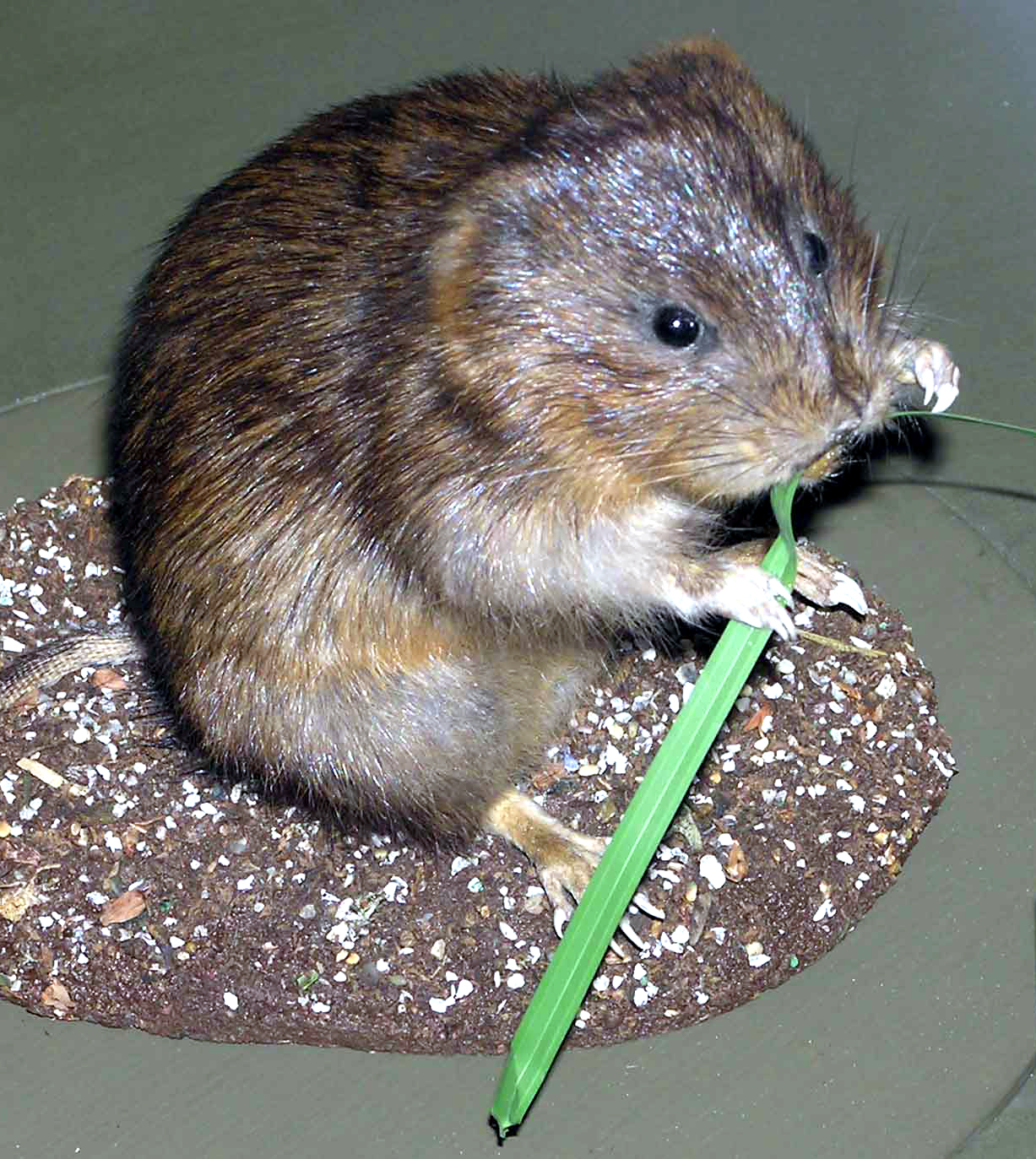
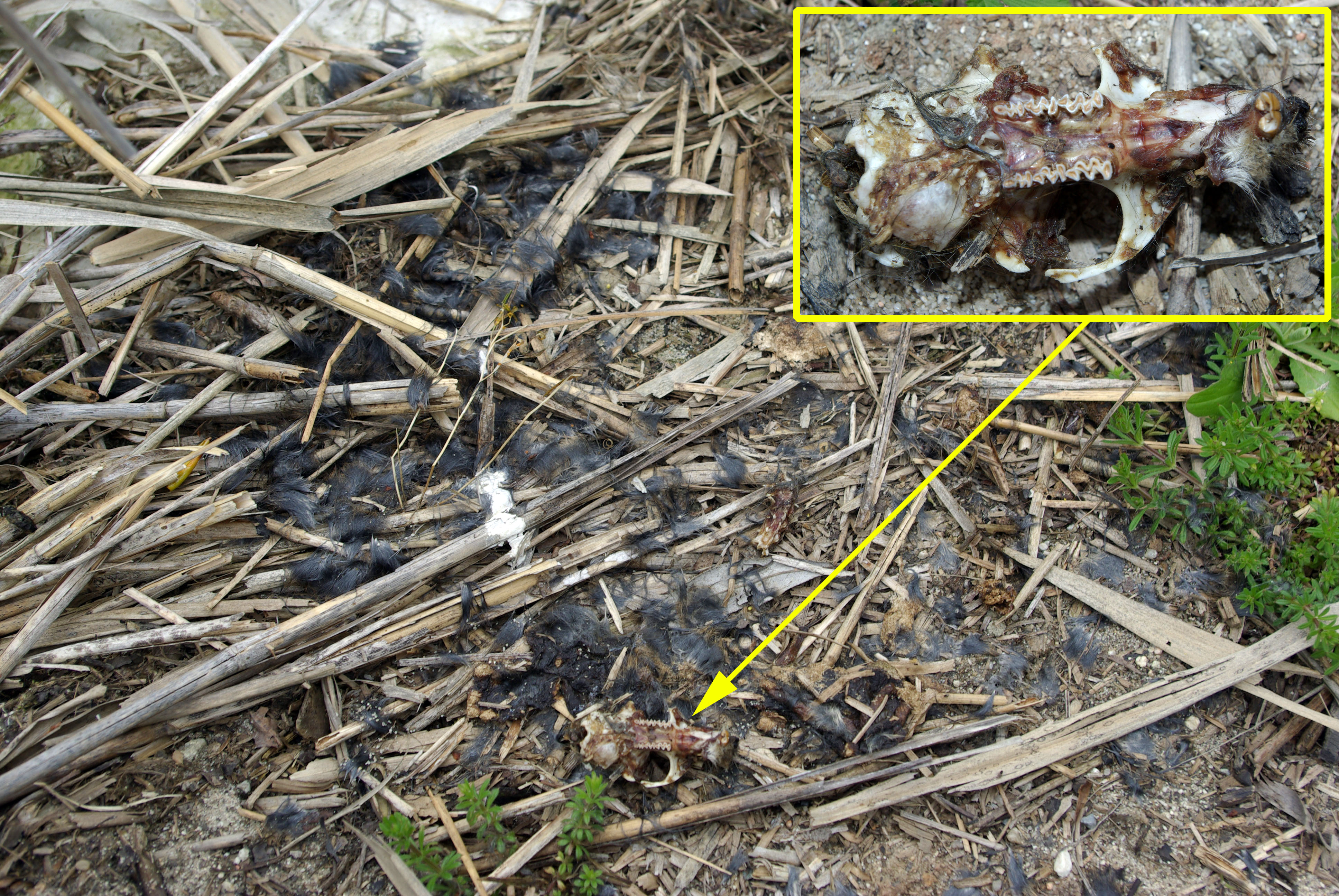
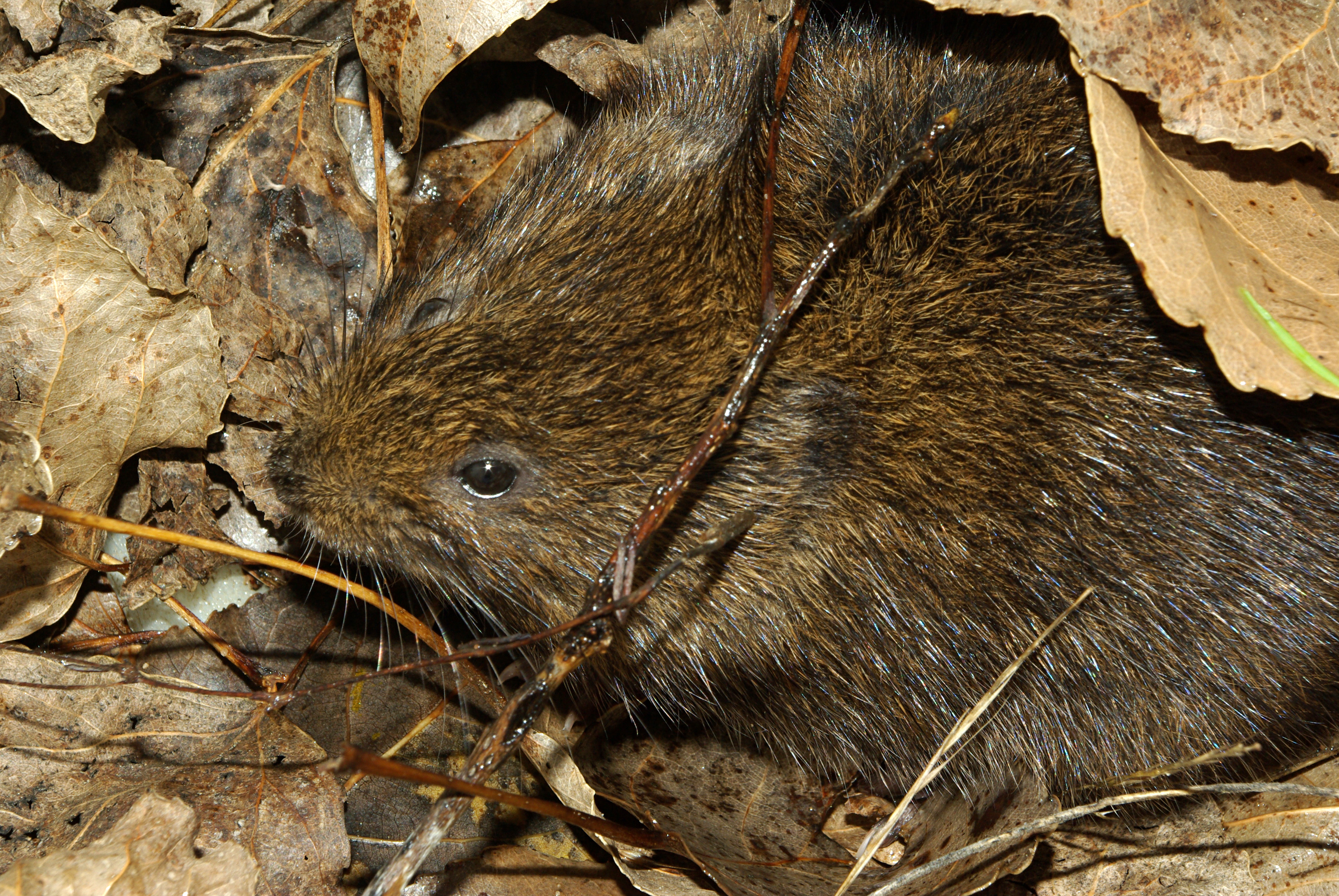
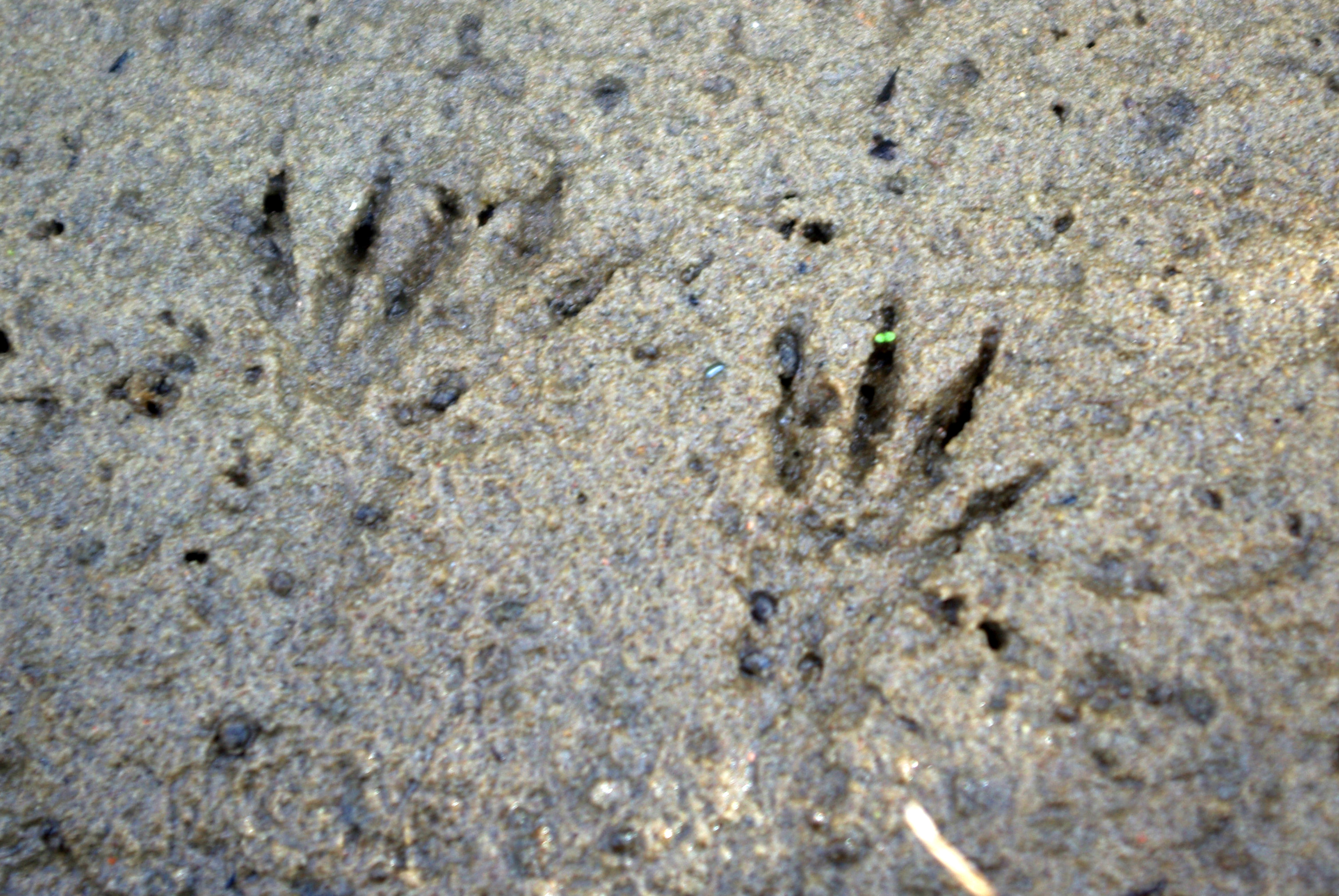
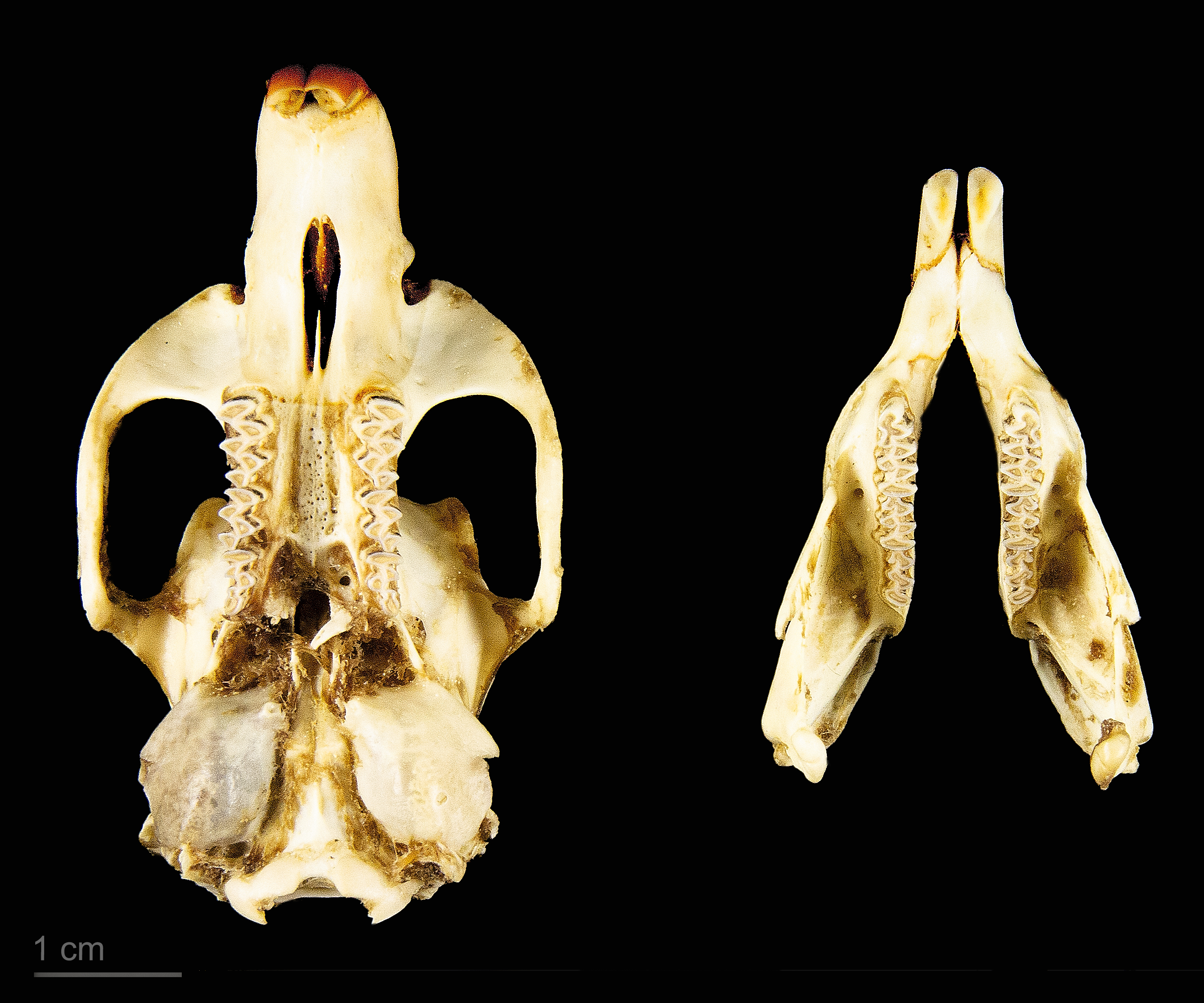
Arvicola sapidus